# 篠原雅人
篠原 雅人（しのはら まさひと、1961年5月10日 - ）は、日本の元スピードスケート選手。北海道幕別町出身。
白樺学園高等学校を経て王子製紙に入社。
インターハイでは1年時に1000m、2年時に10000m、3年時に5000mと10000mを制した。
1983年の第52回全日本スピードスケート選手権大会総合優勝。
1984年サラエボオリンピックに出場、5000m24位、10000m26位となった。また1986年アジア冬季競技大会5000mで金メダルを獲得した。